# Helena Gutteridge
Helena Gutteridge, née le 8 avril 1879 à Battersea et morte le 1er octobre 1960 à Vancouver, est une féministe, une suffragette et une syndicaliste canadienne. Elle est la première femme conseillère municipale de Vancouver, en Colombie-Britannique.
Helena Gutteridge est reconnue comme une pionnière dans la défense des droits des femmes en Colombie-Britannique, à une époque où l'égalité des sexes n'était pas encore un mouvement et un discours social de premier plan.

## Biographie

### Famille et enfance
Originaire de Londres, dans l'Angleterre victorienne, Helena Gutteridge est la deuxième fille de la famille Gutteridge. Son père, Charles Henry Gutteridge, est né en 1854 dans le village de Micheldever, dans le Hampshire. Celui-ci est issu d'une famille de forgerons et perpétue la tradition en reprenant la forge de son propre père. À l'âge de vingt ans, il quitte Micheldever et se rend à Londres pour trouver du travail. Il épouse alors la fille d'un ouvrier, Sophia Richardson, en 1876.
Sophia Richardson, la mère d'Helena Gutteridge, est née en 1858 dans le quartier de Marylebone, à Londres. Le couple s'installe dans le quartier de Wandsworth à Battersea, où le père trouve un emploi chez le forgeron local. Ils sont les parents d'une première fille, Emily née en 1877, suivie par Helena Rose, connue sous le nom de Nell dans sa famille, puis de quatre autres frères et sœurs.
Alors que le quartier de Chelsea est en cours de réaménagement, la ville est remplie de fumée provenant des feux de charbon. L'atmosphère de vie est désagréable en raison de la puanteur des déchets animaux et humains dans les rues, et la famille Gutteridge est constamment expulsée. En raison de ces conditions, Helena Gutteridge éprouve un fort sentiment de classe, la nécessité d'un ordre social évolutif et une perte de foi. Elle grandit dans une famille où toute l'énergie est déployée pour la subsistance physique, et perd un frère à l'âge de deux mois à cause de la coqueluche. Le manque de mesures d'assainissement et d'hygiène marque son enfance.

### Formation et éducation
De 1886 à 1892, Helena Gutteridge fréquente l'école de l'église Holy Trinity. À l'âge de quatorze ans, Helena Gutteridge se voit refuser l'accès à une éducation plus poussée en raison de la discrimination de classe sociale et de genre. Afin de poursuivre ses études, elle quitte la maison familiale et perd progressivement le contact avec sa famille, à l'exception de sa sœur Emily.
Outre la différence de classe, la discrimination fondée sur le sexe empêche également Helena Gutteridge d'accéder à l'enseignement supérieur. Pour une famille de la classe ouvrière de Londres à la fin des années 1890, l'éducation n'est pas une priorité pour les filles. La famille Guttridge décide de financer l'éducation de ses fils plutôt que de ses filles. Cette décision est à l'origine de l'engagement féministe de la jeune femme, et marque sa volonté de toute une vie pour changer les préjugés et les traitements inégaux auxquels les femmes sont confrontées.

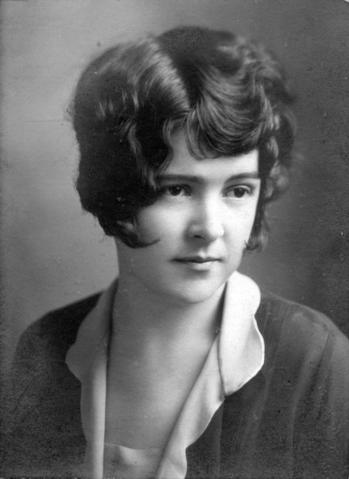
Helena Gutteridge en 1911, Archives de la ville de Vancouver.

De 1893 à 1911, Helena Gutteridge travaille dans la boutique d'un drapier à Londres pour subvenir à ses besoins, et financer ses études à l'école polytechnique de Regent Street et au Royal Sanitary Institute. Tout d'abord apprentie, elle accède progressivement à des postes plus élevés tels que couturière, coupeur ou ajusteuse. Elle devient finalement tailleuse dans l'établissement John Lewis sur Oxford street, ce qui est un poste notable pour une femme dans les années 1880. Le magasin fournit également de la nourriture et un logement à ses ouvriers.
Helena Gutteridge obtient un certificat du South Kensington Department of Education en enseignement et en sciences sanitaires du Royal Sanitary Institute. Parallèlement à ses études, elle se mobilise activement dans le mouvement pour le suffrage féminin au Royaume-Uni. Elle rejoint la Women's Social and Political Union (WSPU). Un engagement qui lui permet d'acquérir de nombreuses expériences et compétences politiques. Une période qui pose les bases de sa future carrière politique.

### Mount Lehman et Vancouver
En septembre 1911, Helena Gutteridge embarque pour la partie la plus occidentale du Canada. Elle s'engage immédiatement et activement dans le mouvement pour le suffrage féminin à Vancouver, et passe la plupart de son temps à œuvrer en faveur des droits des femmes et des questions qui les entourent dans la société. Elle fonde une branche de l'institut des femmes à Mount Lehman. Elle s'implique également dans la société littéraire et de débat de la région.
Après être devenue membre de la Fédération du Commonwealth coopératif (CCF) en 1932, elle concentre sa carrière sur la campagne en faveur de politiques socialistes en Colombie-Britannique, en réponse au choc financier de la Grande Dépression.

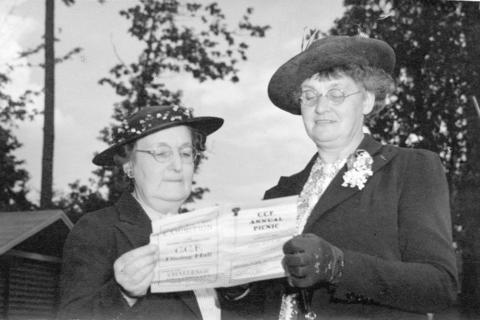
Susie Lane Clark et la conseillère municipale, Helena Gutteridge, examinant une brochure du pique-nique annuel du CCF, 1^{er} janvier 1938.

En 1937, Helena Gutteridge est élue première femme conseillère de la ville de Vancouver. Pendant son mandat, elle fait du logement social subventionné par le gouvernement sa priorité. La plupart de ses politiques sont orientées vers une finalité socialiste. Elle remporte la réélection en 1939, mais perd le scrutin en 1940 et en 1941.
En complément d'une carrière politique active, Helena Gutteridge s'engage également dans le travail social. Elle devient une travailleuse de soutien pour la population canadienne japonaise à Lemon Creek de 1942 à 1945. Pendant ses années de retraite, elle reste engagée dans les questions relatives aux droits des femmes, même si elle s'éloigne de la scène politique.

### Vie privée
En octobre 1919, Helena Gutteridge se marie avec Oliver Fearn, un éleveur de volailles. Le couple s'installe à l'extérieur de Vancouver, dans une communauté rurale appelée Mount Lehman. La région est alors privée d'électricité et d'eau courante. Le commerce se fait essentiellement par bateaux à vapeur, mais elle ne connaît pas pour autant l'isolement social. Elle recherche le calme et la paix, et passe ses journées à s'occuper de la ferme entre 1921 et 1931. Elle apprécie le sentiment de famille nucléaire qui existe dans cette communauté, et trouve des relations précieuses parmi les familles de fermiers qui l'entourent.
Oliver Fearn commet l'adultère avec Rose Dennison, une veuve et mère de quatre enfants. À cette époque, les normes sociales et la législation servent plus avantageusement les hommes. Humiliée et blâmée de ne pas être une assez bonne épouse pour garder son mari fidèle, elle ne demande cependant pas le divorce, mais Oliver demande lui l'annulation de son mariage, affirmant ne pas souhaiter commettre de bigamie. Le divorce est prononcé en 1928. Elle s'occupe de la ferme pendant quelques années de plus, avant de retourner à Vancouver en 1932.

## Carrière professionnelle

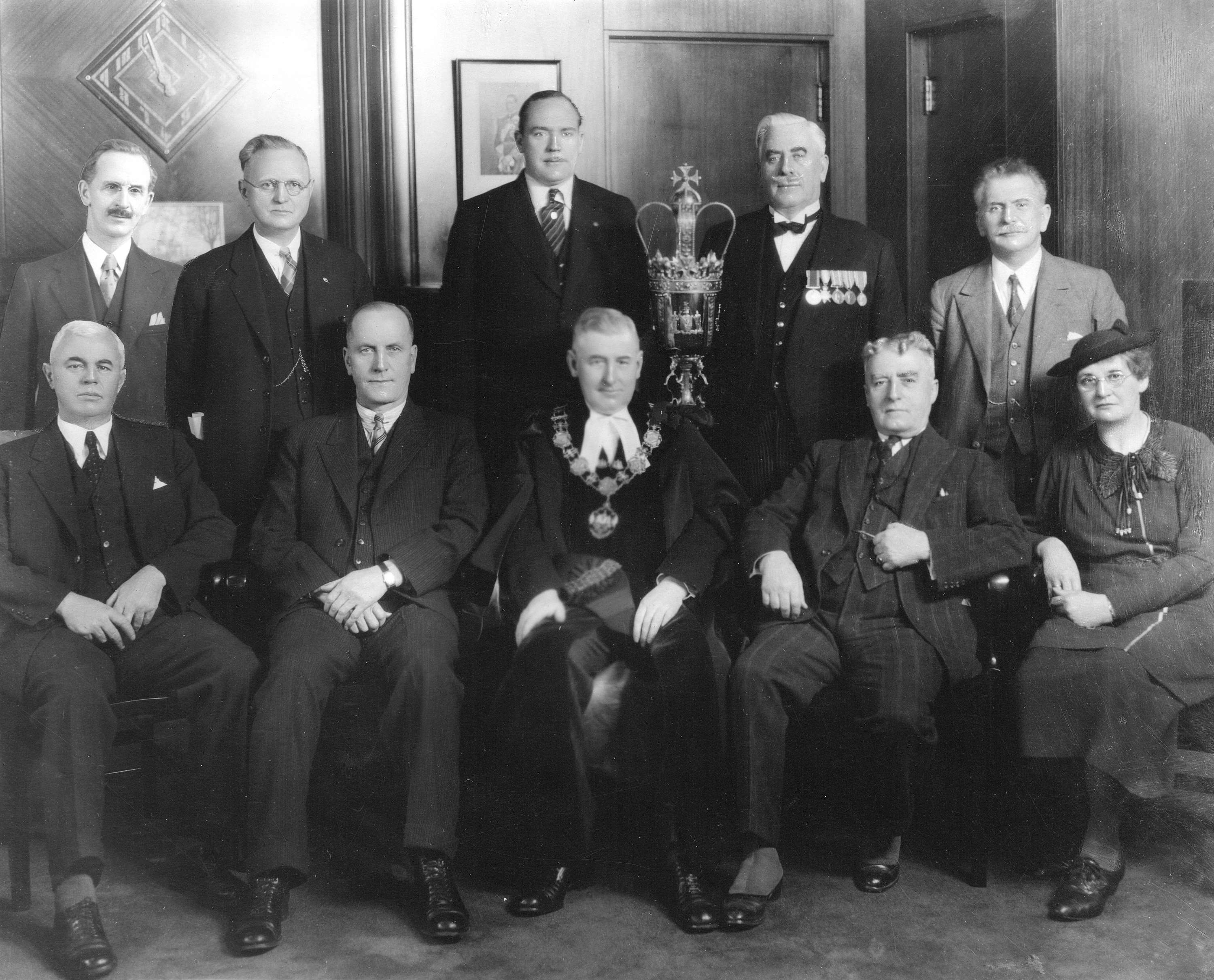
Le conseil municipal de Vancouver dans le bureau du maire en 1937. Portrait de groupe avec assis : Les conseillers Fred Crone et J.W. Cornett, le maire George C. Miller, le conseiller Thomas H. Kirk et la conseillère Helena Gutteridge ; debout : Le conseiller A. Hurry, le conseiller R.P. Pettipiece, le conseiller H.D. Wilson, le porteur de macédoine Alex McKay et le conseiller John Bennett.

### Carrière politique

#### Mouvement pour le suffrage féminin au Royaume-Uni
Helena Gutteridge s'implique tout d'abord dans la vie politique et les réformes sociales avec le Women's Suffrage Movement au Royaume-Uni, et s'engage auprès de la Women's Social and Political Union (WSPU). La WSPU est une organisation progressiste réservée aux femmes qui milite en faveur du suffrage féminin.
Grâce à la WSPU, elle reçoit de nombreux conseils et une formation sur la façon de faire des discours publics persuasifs et émotifs. Elle est également reconnue au sein de l'organisation pour son potentiel de leadership et ses compétences managériales. Tout au long de l'année 1910, elle prononce des discours publics et organise et des processions massives avec d'autres suffragettes militantes, comme Marie Brackenbury. En outre, elle apprend l'art oratoire et les techniques d'activisme auprès de suffragettes militantes telles qu'Emmeline Pankhurst,.
Le mouvement pour le suffrage mené par la WSPU a des répercussions internationales importantes. Un membre d'une sous-division du WSPU déclare ainsi au premier ministre canadien de l'époque, Robert Borden, que le mouvement a une vocation impériale et non nationale, et que des membres du mouvement sont présents au Canada pour accompagner et instruire de nouvelles militantes.
Dans le cadre de l'effort de la WSPU pour dynamiser le mouvement suffragiste au Canada, Helena Gutteridge est envoyée dans la région la plus occidentale du Canada. Le 8 septembre 1911, elle monte à bord de l'Empress of Ireland et met le cap sur Québec. À son arrivée, elle poursuit son voyage vers la Colombie britannique via le chemin de fer Canadien Pacifique. Ce qui devait être un court séjour se transforme finalement en un engagement de toute une vie pour obtenir l'égalité des sexes en Colombie-Britannique.

#### Mouvement pour le suffrage en Colombie-Britannique
De 1910 à 1917, les principales organisations pour le suffrage féminin en Colombie-Britannique comprennent la Women's Temperance Union, le National Council of Women, le University Women's Club et la BC Political Equality League. De toutes les organisations politiques favorables au suffrage, la Political Equality League, une organisation axée sur l'obtention du suffrage féminin, remporte d'abord le plus d'élan parmi les femmes de la classe moyenne active. Toutefois, les efforts déployés par la Political Equality League pour garantir l'accès des femmes au scrutin à ce stade restent inefficaces. Pour raviver le mouvement, la ligue se ramifie ensuite en organisations plus petites et plus axées sur l'action, comme la B.C. Women Suffrage League, la Women's Freedom Union et l'Equal Franchise Association. Parmi les trois nouvelles branches, la très efficace Women Suffrage League est fondée par Helena Gutteridge.
Helena Gutteridge est également à l'origine du mouvement, Pioneer Political Equality. La Pioneer Political Equality tient de fréquentes réunions en soirée pour les travailleuses dans le Labour Temple du centre-ville de Vancouver, et la Women Suffrage League réussit finalement à obtenir le droit de vote pour les femmes blanches de la Colombie-Britannique en 1917. Le droit de vote n'est accordée aux femmes d'origine asiatique et indienne qu'après la fin de la Seconde Guerre mondiale. Elle contribue également au mouvement en cofondant la Women's Employment League et le Carvell Hall Cooperative Settlement afin de fournir un emploi et un abri aux femmes dans le besoin.
En outre, Helena Gutteridge est également chroniqueuse pour le B.C. Federationist, et correspondante des femmes pour la Labour Gazette du ministère fédéral du Travail.

#### Sécurité économique, égalité des salaires et mouvement syndical
En parallèle de ses engagements féministes, Helena Gutteridge se concentre également sur les actions syndicales et l'égalité des salaires pour les travailleuses. Elle considère le suffrage féminin, le syndicalisme et l'indépendance économique comme des mouvements interconnectés. En 1912, elle adhère au syndicat local des tailleurs, après avoir observé la grande disparité entre les salaires des hommes et des femmes en Colombie-Britannique. Elle devient ensuite la première femme membre, puis trésorière et secrétaire du Vancouver Trades and Labour Council entre 1913 et 1921. L'organisation vise à représenter les femmes dans un milieu dominé par les hommes, par le biais des syndicats et en unissant les organisations féministes et syndicales. L'arrivée d'Helena Gutteridge à Vancouver fournit aux mouvements syndicaux féminins locaux un leadership opportun. Elle participe notamment à la formation de la Laundry Workers' Union et, plus tard, à la grève des blanchisseuses de Vancouver en 1918.
Pour Helena Gutteridge, l'égalité économique est une prémisse essentielle pour atteindre l'égalité politique et une véritable parité entre les sexes. Pour la militante, "l'organisation politique des femmes et l'organisation des femmes en syndicats, bien que deux mouvements distincts et indépendants, sont néanmoins complémentaires et nécessaires l'un à l'autre, si l'on veut obtenir la liberté économique des femmes".
La militante continue à se battre pour la sécurité économique et l'égalité des femmes en faisant campagne pour l'inclusion de l'égalité des salaires pour les femmes et les hommes dans la constitution du Vancouver Trades and Labor Council (VTLC). En 1917, elle organise la Minimum Wage League, une organisation qui réussit à obtenir le Minimum Wage Bill for Women ou salaire minimum en 1918.

#### La coopérative de fabrication de jouets
Les conditions économiques sont particulièrement difficiles pour les femmes en Colombie-Britannique après une longue période de récession en 1912. Non seulement elles sont souvent les premiers employés à être licenciés, mais elles perçoivent un salaire nettement inférieur à celui des hommes et bénéficient d'avantages gouvernementaux moins importants. Pour alléger le fardeau économique auquel les femmes de Vancouver sont confrontées pendant cette période, Helena Gutteridge organise une coopérative de fabrication de jouets tout en faisant pression sur le gouvernement provincial pour qu'il fournisse davantage d'aide aux femmes.
La coopérative de fabrication de jouets a officiellement ouvert ses portes en octobre 1914, afin de répondre à la demande croissante de jouets en cette période de fêtes de fin d'année. Le 9 novembre, soixante filles et femmes fabriquent des poupées et des jouets pour un salaire quotidien de 3,50 $. À l'approche de Noël, la coopérative commence à inclure la cuisine et la confection de vêtements dans ses services. Plus de cent cinquante femmes sont employées par la coopérative avant la fin de l'année 1914. Situé au 1027 Robson Street à Vancouver, le site de la coopérative abrite également des femmes sans emploi grâce à ses chambres inutilisées.
La coopérative de fabrication de jouets cesse finalement ses activités en février 1915, après avoir fourni des emplois à près de 500 femmes de Vancouver et aidé 700 femmes à obtenir des tickets repas. Au plus fort de son activité, la coopérative prend de l'ampleur pour inclure un point de vente au détail au 700 Granville Street. Malgré sa courte durée de vie, le projet est une réalisation remarquable, car elle a résolu les difficultés économiques immédiates auxquelles de nombreuses femmes de Vancouver étaient confrontées.

#### Fédération du Commonwealth coopératif
Le 1er août 1932, la Co-Operative Commonwealth Federation (CCF) est fondée à Calgary, en Alberta. Le CCF est une coalition politique de groupes progressistes d'agriculteurs, de socialistes et de travailleurs qui font campagne pour des réformes économiques afin de faire face aux répercussions étendues de la Grande Dépression. L'intégration aux économies américaine et européenne fait du Canada l'une des économies les plus durement touchées par l'effondrement de la finance mondiale.
La même année, Helena Gutteridge retourne à Vancouver après s'être séparée d'Oliver Fearn. En juin 1932, une estimation modeste du nombre total de chômeurs à Vancouver s'élève à 77 428 personnes. L'appauvrissement, le manque d'infrastructures urbaines appropriées et l'augmentation du nombre de chômeurs et de sans-abri suscitent une réponse politique à la grave situation économique dans tout le Canada.
La solution de la Co-Operative Commonwealth Federation (CCF) se concentre sur les réformes économiques. La perspective socialiste du Regina Manifesto du CCF s'aligne sur les convictions politiques et économiques d'Helena Gutteridge. Avec de nombreuses autres femmes progressistes telles que Dorothy Steeves, Elizabeth Kerr, Frances Moren, la militante poursuit son engagement, et continue à travailler sans relâche pour faire avancer les objectifs de la Co-Operative Commonwealth Federation jusqu'en 1942.
Helena Gutteridge commence à s'engager au sein de la Co-Operative Commonwealth Federation par des campagnes d'abonnement à The Commonwealth, un journal officiel de la fédération. En 1933, elle devient une travailleuse de campagne lors des élections provinciales. La campagne électorale de la CCF prend rapidement de l'ampleur. Sept de ses membres sont élus dans les bureaux de la Colombie-Britannique et la CCF devient officiellement le parti d'opposition au Parti libéral nouvellement élu.
Outre sa participation aux campagnes électorales, elle passe la plupart de ses premières années au sein du CCF à se concentrer sur la lutte contre le chômage par le biais de réformes économiques. Elle collabore avec d'autres dirigeants du parti comme Harold Winch, Ernest Winch, Mildred Fahrni et Sarah Colley, pour finalement mettre en place la Conférence sur le chômage de la CCF en 1934, afin de s'attaquer au problème social. La conférence vise principalement à aider la population sans emploi, et à obtenir plus d'aide financière du gouvernement provincial. Cependant, la conférence n'a pas réussi à s'imposer comme le socle fondamental de la restructuration de l'économie provinciale. Helena Gutteridge quitte finalement la conférence à l'automne 1935, pour rejoindre la Commission de planification de la CCF, où elle devient l'un des principaux moteurs de la conception d'une nouvelle société socialiste.
Pendant tout le temps qu'elle passe à la CCF, Helena Gutteridge est à la fois une cheffe de parti, et une socialiste dévouée qui cherche à réformer l'économie de la Colombie-Britannique. Elle écrit : " Le CCF n'est pas un parti au sens conventionnel du terme, mais une partie d'un mouvement mondial d'hommes et de femmes avant-gardistes qui peuvent visualiser un monde dans lequel l'effort coopératif remplacera la concurrence féroce actuelle, et dans lequel la sécurité et l'abondance remplaceront la pauvreté et l'insécurité ".

#### Élection au conseil municipal
En 1937, Helena Gutterdige devient la première femme élue au conseil municipal de Vancouver. Pendant son mandat, elle continue de défendre les droits des femmes. Elle proteste avec véhémence contre une proposition qui oblige les employeurs à ne pas embaucher les femmes mariées dont le mari travaille, afin de réduire le taux de chômage à Vancouver. Elle s'oppose également aux politiques discriminatoires fondées sur la race, et a soutient l'extension du suffrage aux minorités raciales qui résident en Colombie-Britannique depuis au moins douze mois.
L'une des réalisations les plus remarquables d'Helena Gutteridge au cours de ses deux ans et demi de mandat est d'avoir alimenté un mouvement de logement social en Colombie-Britannique. Au cours des années 1930, la ville de Vancouver commence à connaître une pénurie de logements abordables en raison d'une forte diminution du nombre de nouveaux sites construits. Helena Gutteridge croit que les logements subventionnés par le gouvernement sont la solution la plus efficace à ce problème. Les autres conseillers municipaux, cependant, sont réticents à l'idée d'augmenter encore le fardeau financier du gouvernement. Outre les déficits économiques de la Grande Dépression, la ville doit d'abord financer un programme de logement pour les soldats de retour au pays et prendre en charge les hypothèques des propriétaires qui ne peuvent plus payer leur prêt.
Malgré de fortes objections quant à sa proposition, Helena Gutteridge réussit à former le Comité du logement, qui se spécialise dans l'élaboration d'un plan de logement détaillé pour Vancouver. Elle préside également le Comité de l'urbanisme et des parcs de Vancouver, en se concentrant principalement sur le logement social subventionné par le gouvernement. Même si une politique de logement parrainée par le gouvernement ne se matérialise pas pendant son mandat, elle établit une base solide pour les politiques de logement social de la Colombie-Britannique, qui sont mises en œuvre plus tard dans les années 1950.

#### Disparition de la scène politique
La CCF est dissolue en décembre 1939, lors de l'élection partielle provinciale, après la défaite d'Helena Gutteridge et de son colistier, Alfred Hurry. Certains attribuent la défaite de la militante à son refus flagrant de laisser la ville de Vancouver payer pour la visite du roi George VI et de la reine Elizabeth. Bien qu'elle soit monarchiste dans l'âme, elle pense alors que la ville doit dépenser pour les pauvres, les affamés et les chômeurs au lieu de divertir les membres de la famille royale britannique. Helena Gutteridge se présente à nouveau aux élections en 1940 et 1941, mais sans succès.
N'ayant plus de responsabilités au sein du conseil, Helena Gutteridge consacre toute son attention et son énergie à la CCF en présidant le comité d'organisation, et en siégeant à l'exécutif provincial du parti jusqu'à ce qu'elle décide de déménager à Lemon Creek en 1942, pour œuvrer comme travailleuse sociale.

### Carrière de travailleuse sociale
Après l'attaque surprise de Pearl Harbour en décembre 1941, le Canada déclare la guerre au Japon. Les Canadiens d'origine japonaise constituent le groupe le plus gravement touché par ce conflit. Les sentiments antijaponais augmentent rapidement en Colombie-Britannique, des menaces d'émeutes sont avancées si la population japonaise ne se retire pas de la côte. Le gouvernement fédéral ne tente rien pour dissiper cette crainte infondée d'une invasion interne par les Canadiens japonais.
Le 16 janvier 1942, le gouvernement canadien invoque la Loi sur les mesures de guerre et met en place des " zones protégées " où les ressortissants japonais et les Canadiens d'origine japonaise n'ont pas le droit d'entrer. Environ 21 000 ressortissants japonais et Canadiens japonais sont expulsés de force de leurs foyers et relocalisés à Lemon Creek.
Helena Gutteridge accepte un poste d'assistante sociale à Lemon Creek auprès de la population japonaise de 1942 au printemps 1945. Elle ne fait alors plus partie du noyau décisionnel de la Co-Operative Commonwealth Federation, et doit gagner sa vie par d'autres moyens. Elle s'occupe alors des problèmes quotidiens des familles, et s'engage sincèrement à améliorer leur niveau et leur qualité de vie.

## Retraite et fin de vie
En 1947, Helena Gutteridge emménage dans la maison de Hilda et Denny Kristiansen au 1220 Barclay Street à Vancouver, jusqu'à la fin de sa vie. Pendant ses années de retraite, elle reste investie dans l'avancement des droits des femmes, et continue à être politiquement active. Elle devient membre du Conseil provincial des femmes de la Co-Operative Commonwealth Federation et, plus tard, membre de la Ligue internationale des femmes pour la paix et la liberté. En 1957, à l'âge de 78 ans, elle préside encore des réunions occasionnelles à la Commission d'urbanisme de la ville de Vancouver.
Helena Gutterdige décède d'un cancer du pancréas à l'âge de 79 ans, le 1er octobre 1960 à Vancouver, en Colombie-Britannique, au Canada. Son service commémoratif a lieu à la chapelle du Mount Pleasant Funeral Home.

## Héritage

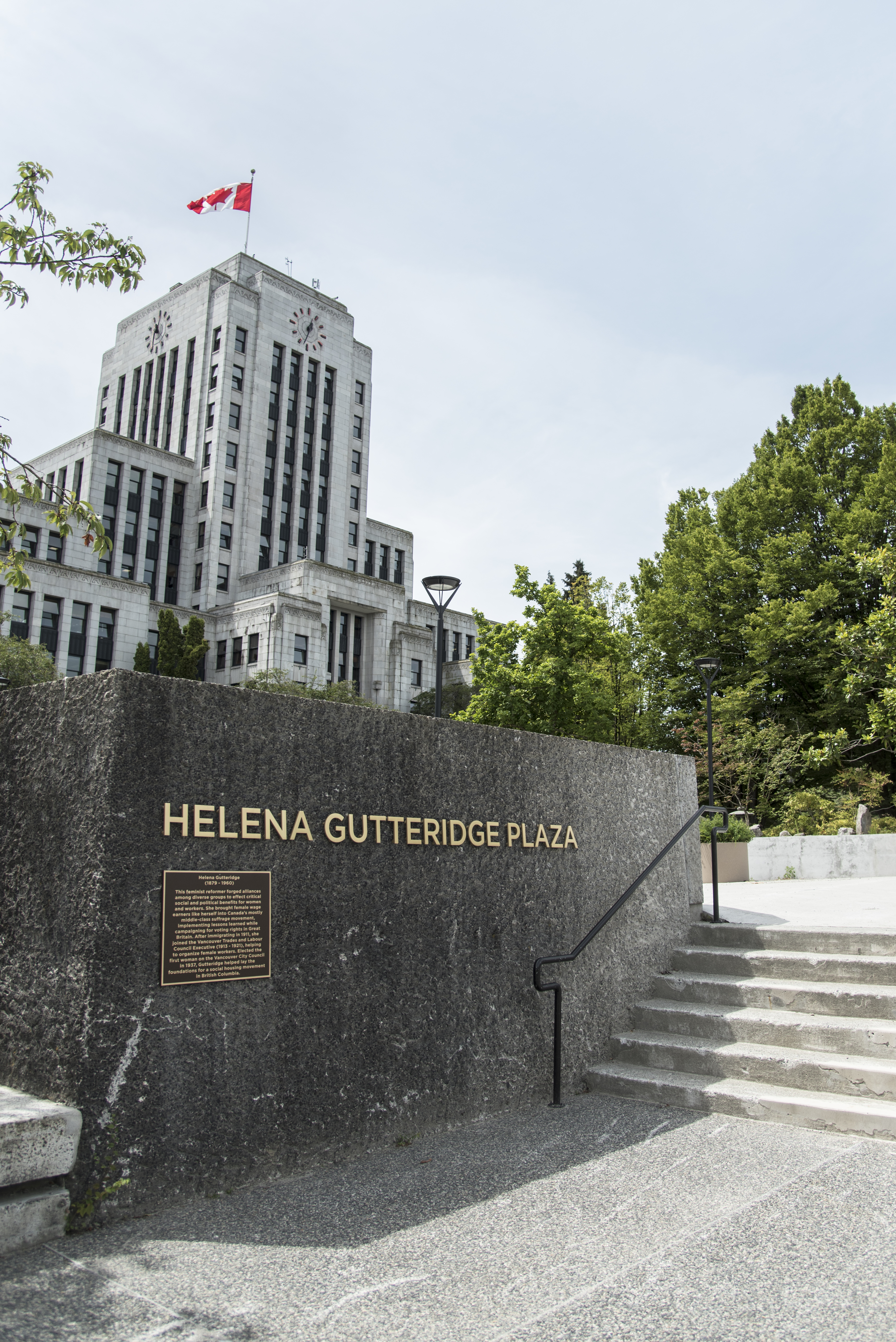
L'hôtel de ville de Vancouver vu depuis les marches menant à la place Helena Gutteridge, rue Yukon.

En 2017, la secrétaire parlementaire du président du Conseil du Trésor, et députée de Vancouver Quadra, Joyce Murray, commémore Helena Gutteridge. Au nom du gouvernement fédéral canadien et de la ministre de l'Environnement et du Changement climatique, Catherine Mckenna, Joyce Murray nomme Helena Gutteridge, personne historique nationale à l'hôtel de ville de Vancouver, et inaugure une plaque de la Commission des lieux et monuments historiques du Canada,,.
Les visions progressistes d'Helena Gutteridge et son acharnement à lutter pour les droits des femmes sont honorés par la place Helena Gutteridge lors de la Journée internationale des femmes en 2018. Cette place est ainsi nommée afin de commémorer les réalisations d'Helena Gutteridge tout au long de sa carrière politique, et pour célébrer son engagement à obtenir le suffrage des femmes en Colombie-Britannique.
La place se situe à l'angle de la rue Yukon et de la 11e avenue, du côté nord de l'hôtel de ville, avec vue sur la ligne d'horizon de Vancouver. La place est un espace public qui accueille des activités et des événements communautaires pour que les résidents puissent en profiter et se rapprocher les uns des autres. Les résidents peuvent utiliser l'espace de la place pour organiser des événements ou des activités en obtenant un permis d'événement spécial de la ville.